# فريدريك مول
الدكتور فريدريك مول (مواليد 1952) هو مطور أجهزة طبية ورجل أعمال متخصص في مجال الروبوتات الطبية.

## النشأة والتعليم
كانت والدة مول ووالده طبيبي أطفال.  نشأ في سياتل حيث التحق بمدرسة ليكسايد وكان زميلًا في المدرسة مع بيل جيتس وبول ألين، مؤسسي مايكروسوفت، وتخرجا في عام 1969. ثم التحق مول بجامعة كاليفورنيا في بيركلي حيث حصل على درجة البكالوريوس، قبل الذهاب إلى جامعة واشنطن للحصول على درجة الدكتوراه في الطب.

## حياته المهنية
أثناء إقامته الجراحية في مركز فيرجينيا ماسون الطبي في أوائل الثمانينيات، قال مول إنه «صُدم بحجم الشق والإصابة التي نشأت لمجرد الدخول إلى الجسم».  ترك مول بعدها إقامته لتطوير مبزل الأمان، والذي ساعد في جعل الجراحة العامة بالمنظار ممكنة، وقام بتمويل - وبيع لاحقًا - شركتين للمعدات الطبية في وادي السيليكون.   كما حصل أيضًا على درجة الماجستير في إدارة الأعمال من جامعة ستانفورد.
في عام 1995 ترك غايدانت لتأسيس شركة إنتيوتيف الجراحية. منذ ذلك الحين، عملت الشركة على تطوير أدوات ومنصات مساعدة روبوتية طفيفة التوغل، بما في ذلك نظام دافنشي للإجراءات الجراحية بمساعدة الروبوت.  
غادر مول إنتيوتيف الجراحيةفي عام 2002 ليصبح مؤسسًا ومديرًا تنفيذيًا لشركة هانسن الطبية ، التي طورت أنظمة روبوتية لإجراءات الفيزيولوجيا الكهربية الوعائية والتداخلية، وغمد قسطرة آليًا. 
كان مول عضوًا في مجلس إدارة ماكو الجراحية حتى بيعها في عام 2013. 
في عام 2016، انضم مول إلى مجلس إدارة شركة ريفليكسيون، وهي شركة معدات طبية تقوم بتطوير نظام علاج إشعاعي موجه بيولوجيًا لعلاج السرطان. 